# 客途秋恨
『客途秋恨』（きゃくとしゅうこん、原題：客途秋恨、英語題：Song of the Exile）は1990年制作の香港・台湾合作映画。アン・ホイ監督の実体験に基づく自伝的要素が強い作品である。ビデオソフトが再発売された際には邦題が『郷愁 客途秋恨』と変えられた。

## ストーリー
1973年、映像学を学ぶためロンドンに留学していたヒューエンは、母からの手紙で妹の結婚式に出席するように言われ、香港へと戻ってくる。日本人である母との仲は子供のころから上手くいかず、彼女は祖父母にばかり懐いていた。母・葵子はかつて満州で暮らしていた。日本の敗戦後、家族とともに日本への送還を待っているときに、病気の甥を助けてくれたのが、日本通訳の中国人青年将校である父だった。その父も既になく、妹も夫とともにカナダへ移住したため、実家にはヒューエンと母だけが残された。突如、望郷の念にかられた母は故郷である日本の九州・別府に行こうと思い立つ。気乗りのしないヒューエンだったが、妹のいなくなった家で１人泣く母の姿を見て、母の故郷・日本へと同行することを決める……。

## キャスト
- 葵子：ルー・シャオフェン（陸小芬）
- ヒューエン（暁恩）：マギー・チャン
- 葵子の夫、ヒューエンの父：レイ・チーホン（李子雄）
- ヒューエンの祖父：ティエン・ファン（田豊）
- 葵子の兄、ヒューエンの伯父：加地健太郎
- 葵子の姉、ヒューエンの伯母：逸見慶子

## スタッフ
- 監督：アン・ホイ
- 製作総指揮： キン・フー、ジミー・ウォング、ベニー・チャオ
- 製作：ジェシンタ・リウ
- 脚本：呉念真
- 撮影：デビッド・チャン
- 美術：イー・チュンマン
- 音楽：チェン・ヤン